# Сражение за Литл-Раунд-Топ
Сражение за Литл-Раунд-Топ (англ. The fight for Little Round Top) — один из эпизодов битвы при Геттисберге, состоялось 2 июля 1863 года во время американской гражданской войны в окрестностях города Геттисберг (округ Адамс, Пенсильвания). В этот день генерал Роберт Ли приказал корпусу Джеймса Лонгстрита атаковать левый фланг Потомакской армии, где держал оборону III корпус Дэниеля Сиклса. Вопреки приказам главнокомандующего Сиклс выдвинул корпус вперёд, оставив на фланге не занятую войсками высоту Литл-Раунд-Топ. Это упущение заметил главный инженер федеральной армии Говернор Уоррен, который вызвал на высоту бригаду Стронга Винсента, а затем батарею Хэзлетта и бригаду Уида. Бригада Винсента сумела выдержать несколько атак алабамской бригады Эвандера Лоу и двух полков техасской бригады и продержалась до подхода бригады Уида. Генерал Винсент погиб во время боёв за высоту.
Оборона высоты Литл-Раунд-Топ и особенно контратака 20-го Мэнского полка считаются кульминационным моментом битвы при Геттисберге и одним из важнейших сражений американской гражданской войны, хотя в исторической литературе сложились самые разные мнения о влиянии этого сражения на общий ход событий под Геттисбергом.

## Предыстория
Утром 2 июля 1863 года, на второй день сражения при Геттисберге, генерал Роберт Ли, командующий Северовирджинской армии, задумывал атаку на левый фланг федеральной Потомакской армии. Утром, около 04:00, он отправил на разведку штабного офицера Самуэля Джонстона. Тот вернулся через три часа и сообщил, что изучил всю местность на предполагаемом участке атаки и даже поднялся на высоту Литл-Раунд-Топ. Историк Стивен Сирс полагает, что Джонстон не мог быть утром на Литл-Раунд-Топ, иначе он неизбежно увидел бы там XII федеральный корпус. Само содержание этого доклада Джонстона не сохранилось, но предположительно Ли пришёл к мнению, что левый фланг Потомакской армии ничем не прикрыт. Основываясь на докладе Джонстона, он приказал корпусу Лонгстрита выдвигаться к Персиковому саду, чтобы оттуда начать атаку федерального фланга.
Около 15:00 корпус Лонгстрита подошёл к Персиковому саду. Прибыв на место, южане обнаружили, что высота у сада и высо́ты на юг от сада заняты армией противника. Теперь был нужен новый план атаки, и в его ожидании дивизия Маклоуза развернулась вдоль Эммитсбергской дороги. Маклоуз велел миссисипской бригаде Барксдейла встать левее Кершоу и соединиться флангом с бригадой Кадмуса Уилкокса из дивизии Андерсона. План атаки предполагал, что Маклоуз пойдёт в наступление первым, а дивизия Джона Худа — во второй линии, однако фронт Потомакской армии оказался длиннее, чем предполагалось, поэтому в последний момент Лонгстрит поменял план атаки: теперь Джон Худ должен был встать правее Маклоуза и идти в атаку первым, атаковать федеральные позиции на высоте Хукс-Ридж, а вслед за ним в атаку должен был включаться сам Маклоуз.

### Выдвижение федерального корпуса
Ранним утром 2 июля, на второй день сражения, главнокомандующий Потомакской армией генерал Джордж Мид начал размещать на высотах под Геттисбергом свои корпуса. II корпус генерала Хэнкока был развёрнут на Кладбищенском хребте, а III корпусу генерала Дэна Сиклса было приказано занять позицию левее Хэнкока и растянуть корпус налево до высоты Литл-Раунд-Топ. Эта позиция не понравилась Сиклсу; ещё ночью подступы к ней прикрывала кавалерия Джона Бьюфорда, но утром Бьюфорд попросил сменить его бригады, чтобы его люди добыли продовольствие для себя и лошадей. Мид утвердил этот отвод, полагая, что генерал Плезантон найдёт кавалерии замену, но Плезантон просто отправил Бьюфорда в Винчестер, и в итоге фланг корпуса Сиклса оказался лишён какого-либо кавалерийского прикрытия. Кроме того, правый фланг Сиклса, примыкающий к высоте Литл-Раунд-Топ, не имел преимущества по высоте над лежащей впереди местностью.
«Господствующей позицией на поле боя была Литл-Раунд-Топ… — вспоминал потом Сиклс, — моих сил, десяти тысяч человек, было недостаточно, чтобы удержать линию от Кладбищенского хребта до Раунд-Топ и оборонять эту высоту, которая без сомнения была ключом ко всей позиции. У Лонгстрита было тринадцать пехотных бригад. У меня шесть. У него было 60 орудий. У меня 30».
В 14:00, не дожидаясь санкции генерала Мида, Сиклс приказал двум своим дивизиям выдвинуться вперёд, на запад, с Кладбищенского хребта на высоты за низиной Плам-Ран. Его левый фланг в итоге переместился вперёд на 500 метров от Литл-Раунд-Топ, на хребет Хукс-Ридж, известный также как «хребет Берлоги Дьявола». Эта позиция имела существенные недостатки: например, она была неудобна для размещения артиллерии из-за неровной местности и больших участков леса. На хребет была направлена 4-я Нью-Йоркская батарея капитана Джеймса Смита, который не нашёл там места для всех своих шести 10-фунтовых «Парротов», и установил только четыре, а остальные два поставил правее и глубже в тылу. Помимо артиллерии на хребте разместились несколько полков бригады Хобарта Уорда. 124-й Нью-Йоркский полк встал правее батареи, а 4-й Мэнский полк — левее.

### География
Высота Литл-Райнд-Топ представляет собой отрог горы Биг-Раунд-Топ (которая на 40 метров выше) и сложена в основном из диабаза. Вершина высоты имеет овальную форму, и её верхняя точка на 19 метров выше, чем седловина, ведущая на Биг-Раунд-Топ. Высота имеет крутой склон, обращённый к ручью Плам-Ран, и высота холма от уровня берегов этого ручья составляет 46 метров. Абсолютная высота этого холма над уровнем моря — 198 метров.
Литл-Раунд-Топ и скалы Берлоги Дьявола были хорошо известны ещё до войны, и, по некоторым данным, сюда часто приезжали для прогулок и пикников. Сражения на этой высоте только усилили впоследствии интерес к этому месту.
Не найдено свидетельств, которые бы подтверждали, что топоним «Little Round Top» использовался солдатами или гражданскими лицами во время сражения. Соседний холм был известен как Раунд-Топ, Раунд-Топ-Маунтин или Раунд-Хилл, а Литл-Раунд-Топ в источниках того времени упоминается как Рок-Хилл, Хай-Ноб, Шуга-Лоаф-Хилл, Брод-Топ Саммит или Гранитный отрог. Историк Джон Бэчелдер, много сделавший для музеефикации поля боя, предпочитал название Уидс-Хилл, в честь генерала Стивена Уида, погибшего при обороне высоты. Самое раннее упоминание топонима «Little Round Top» зафиксировано в речи Эдварда Эверетта в ноябре 1863 года.
Днём 2 июля на холме Литл-Раунд-Топ был размещён наблюдательный пост. Утром, когда разведка южан прокладывала маршрут для корпуса Лонгстрита на фланг противника, этого поста ещё не было. Но днём, когда дивизия Маклоуза перешла Хагерстаунскую дорогу у таверны «Чёрная лошадь», Маклоуз обнаружил, что путь ведёт через открытое пространство, которое просматривается с Литл-Раунд-Топ и с сигнальной станции на ней. Лонгстриту было важно сохранить скрытность манёвра, поэтому ему пришлось менять маршрут марша, что в итоге задержало его атаку на несколько часов.

## Сражение
Когда Джордж Мид узнал о несанкционированном выдвижении корпуса Мида, он лично отправился на место, чтобы разобраться с ситуацией. В это время он услышал какой-то шум со стороны холмов на своём фланге и велел бригадному генералу Говернору Уоррену отправиться туда и выяснить, что там происходит. Уоррен был выбран совершенно случайно, но это поручение историк Гарри Пфанц называет важнейшим в карьере Мида и Уоррена. Уоррен прибыл на высоту примерно в то же самое время, когда Мид совещался с Сиклсом у Персикового Сада и когда уже начинался артиллерийский обстрел федеральных позиций. Уоррен обнаружил на высоте только сигнальный пост. Он быстро сообразил, что Литл-Раунд-Топ — ключевой пункт всей федеральной позиции. Пока федералы удерживают эту высоту, она надёжно прикрывает фланг III корпуса и всей армии, но если южане её захватят, то Потомакской армии придётся оставить всю линию обороны на Кладбищенском хребте.
Уоррен почти ничего не знал о положении бригад Сиклса и о расположении позиций противника. Он видел федеральные части на хребте Хукс-Ридж и присмотрелся к лесополосе на Семинарском хребте, которая показалась ему подозрительной. Уоррен приказал батарее Смита дать залп по этой лесополосе. Залп вызвал движение в рядах южан и по блеску штыков Уоррен понял, что противник угрожает флангу Потомакской армии. Уоррен сразу же отправил к Миду курьера (предположительно, капитана Чонси Риза) с просьбой прислать дивизию. Мид отдал приказ дивизии Хэмфриза идти на Литл-Раунд-Топ, но вскоре узнал о подходе V корпуса и отменил приказ. Одновременно Уоррен послал лейтенанта Рональда Маккензи в III корпус с просьбой прислать бригаду. Этот запрос был передан корпусному командиру Сиклсу, но тот отказал, так как ему самому были срочно нужны подкрепления. Маккензи отправился к командованию V корпуса и вскоре нашел генерала Сайкса. В это время к полю боя как раз подходила первая дивизия этого корпуса — под командованием генерала Барнса. Бригада Стронга Винсента вышла к Семинарскому хребту у дома фермы Вейкерта и остановилась в ожидании приказа. Барнс приказал Винсенту вести свою бригаду на Литл-Раунд-Топ.
В воспоминаниях рядового Оливера Нортона, знаменосца бригады Винсента, присутствует другой вариант этой сцены:
Винсент спросил Макензи: «Капитан, какие у вас приказы?»
Капитан ответил: «Где генерал Барнс?»
«Какие у вас приказы? Покажите мне ваши приказы».
«Генерал Сайкс велел мне передать генералу Барнсу, чтобы тот послал одну из своих бригад занять вон тот холм»

Винсент сказал: «Я под свою ответственность пошлю туда свою бригаду».
Винсент тут же приказал Джеймсу Райсу, полковнику 44-го Нью-Йоркского полка, вести бригаду на холм и сам помчался туда же вместе со знаменосцем. Они поднялись на холм с южной стороны, и Винсент, спешившись, тщательно изучил всю высоту. Он определил, что наибольшая опасность угрожает холму со стороны Биг-Раунд-Топ и седловины, что террасы на южном склоне удобны для размещения пехоты и что северный склон пока прикрыт корпусом Сиклса. Каменный отрог на южной стороне холма был удобной позицией для флангового полка, а остальные можно было растянуть на север сколько возможно, стараясь состыковаться с крайними левыми полками корпуса Сиклса.
Предположительно, бригада Винсента шла вдоль восточного склона Литл-Раун-Топ в походных колоннах. Первым (по воспоминаниям Джошуа Чемберлена) шёл 20-й Мэнский полк, за ним 83-й Пенсильванский, 16-й Мичиганский и 44-й Нью-Йоркский полки. Винсент показал Чемберлену, командиру 20-го Мэнского, его позицию на левом фланге бригады и приказал удерживать её при любых обстоятельствах. «Вы поняли? — повторил он, — держите эту позицию любой ценой!». Остальные полки бригады встали правее 20-го Мэнского в том порядке, в котором они стояли в колонне на марше. 83-й Пенсильванский встал правее и ниже, почти у подножия холма со стороны седловины. Несколько крупных валунов давали полку укрытие, хотя и не делали эту позицию неприступной. 44-й Нью-Йоркский Винсент решил поставить на правом фланге, но полковник Райс сказал, что во всех сражениях его полк стоял около 83-го, и тогда Винсент велел поставить на фланге 16-й Мичиганский полк. Таким образом, 83-й Пенсильванский и 44-й Нью-Йоркский оказались в центре его линии. При этом крайний 16-й Мэнский стоял выше всех по склону холма, 83-й Пенсильванский ниже всех, а 44-й Нью-Йоркский должен был соединиться флангами с обоими этими полками и стоять отчасти поперёк склона. В то же время Винсент послал капитана Эугена Нэша на разведку к горе Биг-Раунд-Топ, а рота В 20-го Мэнского полка была отправлена вперёд в стрелковую цепь. Эта рота почти сразу наткнулась на наступающего противника и отошла, заняв позицию в 150 метрах левее основной линии.

### Наступление Алабамской бригады
Атака дивизии Джона Худа началась примерно в 16:00. Худ построил дивизию в две линии. В первой стояли техасская бригада Жерома Робертсона и алабамская бригада Эвандера Лоу, всего 9 пехотных полков. Бригады Беннинга и Андерсона стояли во второй линии. Худу в итоге было приказано сделать то, что изначально предполагалось поручить Маклоузу: он должен был атаковать федеральную линию во фланг и гнать противника, наступая на север. К этой атаке должны были затем присоединиться дивизии Маклоуза и Ричарда Андерсона. Худ решил послать техасскую бригаду во фланговую атаку высоты Хукс-Ридж, а алабамскую бригаду отправить в обходной марш через Биг-Раунд-Топ и Литл-Раунд-Топ. Худ с самого начала считал, что атака такого рода имеет мало шансов на успех, поскольку сильная позиция федеральных войск может быть взята только ценой больших потерь, что не позволит развить достигнутый успех. Он предлагал Лонстриту занять высоту Биг-Раунд-Топ и растянуть оттуда фронт вправо, перекрывая Тенейтаунскую дорогу, но Лонгстрит не одобрил этого решения.
Обход федерального фланга был возложен на бригаду Лоу. Этой бригаде предстояло под огнём федеральной батареи Смита (на Хукс-Ридж) пересечь ровное место, пройти по лесному склону Биг-Раунд-Топ и выйти к подножию высоты Литл-Раунд-Топ. С самого начала наступления начались непредвиденные накладки. Когда дивизия проходила мимо фермы Башмана, генерал Худ был ранен в руку осколком снаряда. Он сдал командование Лоу, но историки не сообщают, когда именно Лоу принял командование дивизией и кому именно он сдал командование бригадой. В то же время между двумя наступающими бригадами образовался разрыв, поэтому Лоу велел 44-му и 48-му Алабамским полкам переместиться с правого фланга на левый. Тем временем к левому флангу Лоу примкнули 4-й и 5-й Техасские полки бригады Робертсона, так что 44-му и 48-му пришлось встать левее этих двух техасских. В то же время 47-й и 15-й Алабамские полки, теперь крайние справа, оторвались от основной линии бригады и наступали прямо через вершину Биг-Раунд-Топ. «Крайне мало известно о действиях Лоу в роли дивизионного командира, — писал Гарри Пфанц, — и этих данных недостаточно для того, чтобы можно было вынести оценку. Однако по косвенным данным можно предположить, что в тот день он командовал дивизией не очень активно и не очень уверенно».
Джорджианская бригада Беннинга перед началом атаки стояла позади бригады Лоу, и Беннингу было приказано следовать за бригадой Лоу на расстоянии 400 метров. Беннинг постарался выполнить этот приказ, но, наступая, потерял из виду бригаду Лоу и по ошибке принял за неё полки бригады Робертсона. В результате он следовал за Робертсоном и подключился к его атаке на Хукс-Ридж. Таким образом, алабамцы лишились своей второй линии.
Когда наступающие полки (алабамские и техасские) перешли ручей Плам-Ран у фермы Слайдера, они наткнулись на цепь снайперов, которые заняли позиции за каменной стеной. Огнём снайперов были ранены полковник и подполковник 4-го Техасского. 5-й Техасский шёл правее и первый прорвался за стену. Снайперы отошли. Отбросив снайперов, бригада продолжила наступление, двигаясь по седловине между горой Биг-Раунд-Топ справа и скалами берлоги Дьявола слева. Примерно в это время два техасских полка Робертсона вступили в перестрелку с противником, стоящим на высоте Хукс-Ридж. 44-й и 48-й Алабамские полки как раз вышли на левый фланг своей бригады и оказались прямо на фланге федеральной позиции. Лоу приказал полковнику Перри, командиру 44-го Алабамского, атаковать батарею Смита. В результате два левых полка Лоу втянулись в бой у скал Берлоги Дьявола.
Когда 47-й и 15-й Алабамские под общим командованием полковника Оатса отбросили снайперов на своём фланге, Оатс увидел, что те отступают на вершину горы Биг-Раунд-Топ. Не желая оставлять их у себя на фланге, Оатс приказал полкам преследовать их вверх по склону, и в результате только три полка теперь наступали прямо на Литл-Раунд-Топ. Кода оба полка Оатся оказались на вершине Биг-Раунд-Топ, он решил дать им время отдохнуть. Здесь полковника нашел штабной офицер Террелл, от которого Оатс узнал о ранении Худа и о том, что Лоу командует дивизией. Террелл потребовал, чтобы Оатс продолжил наступление, на что тот предложил оставить его полки на горе, обещав за час превратить высоту в «Гибралтар» и заметив, что это господствующая высота, на которую надо обязательно поднять артиллерию. Но Террелл настоял на продолжении атаки.

### Первая атака
Пока два полка Оатса шли через Раунд-Топ, три других полка (4-й Алабамский, 4-й Техасский и 5-й Техасский) вышли из леса на седловину между Биг- и Литл-Раунд-Топ. Там они (возможно, с удивлением) обнаружили боевую линию бригады Винсента, выстроенную вдоль холма. Южане остановились, выровняли ряды и после этого пошли в наступление на высоту. По всей видимости, у трёх полков не было общего командования. Полковник Пауэлл был старшим по званию среди офицеров техасских полков и мог, в теории, возглавить оба, но в своих воспоминаниях он об этом не упоминает. Линия южан сблизилась с линией Винсента и вступила в перестрелку. Примерно в это время подполковник 5-го Техасского, Кинг Брайан, отправился к полковнику Пауэллу за инструкциями и обнаружил полковника раненым навылет. В этот же момент и сам Брайан был ранен в левую руку. Он сдал командование полком майору Роджерсу и покинул поле боя.
Когда Роджерс принял командование, он вскоре увидел, что 4-й Техасский и 4-й Алабамский на его флангах отходят. Он тоже скомандовал отступление и отвёл полк на отрог Биг-Раунд-Топ, который тянулся от вершины горы к скалам Берлоги Дьявола. На этом отроге все три полка привели себя в порядок и повторили атаку, но снова неудачно. По отчётам офицеров невозможно определить, насколько атака каждого полка была скоординирована с соседними.
Гарри Пфанц писал, что первая атака южан пришлась на центр линии Винсента — на 44-й Нью-Йоркский и 83-й Пенсильванский полки. Затем боевые действия начались на фронте правого 16-го Мичиганского полка, и только позже (когда подошли два алабамских полка Оатса) начался бой на фронте 20-го Мэнского полка. По версии Стивена Сирса, первая атака пришлась на 44-й Нью-Йоркский, оттуда распространилась на 83-й Пенсильванский полки и далее на 20-й Мэнский. Полковник Чемберлен вспоминал, что первая атака была не особенно яростной. «Огонь был сильный… — вспоминал он, — но в тот момент мятежники старались не столько отбросить нас, сколько перестрелять из винтовок».

### Прибытие артиллерии Хэзлетта
В это время в район боевых действий начали прибывать другие части V корпуса, в частности, приданная корпусу артиллерийская бригада капитана Огастуса Мартина. Первой шла батарея лейтенанта Чальза Хэзлетта (Батарея D 5-го артиллерийского регулярного полка). Мартин искал позицию, где можно было бы развернуть батареи для поддержки корпуса Сиклса, и высота Литл-Раунд-Топ показалась ему удобным местом. Он велел Хэзлетту занять её, и Хэзлетт, дав соответствующие указания, отправился вперёд, чтобы изучить высоту. Там он встретил Уоррена, который обратил его внимание на то, что на вершине горы совсем нет места для размещения батареи. Пушки даже не могли вести огонь вниз, по атакующей пехоте. «Не беспокойся, — ответил Хэзлетт, — сам грохот наших пушек поднимет настроение нашим людям, которые там внизу. И в любом случае, если этот холм будет потерян, моей батарее тут делать нечего».
Артиллеристы Хэзлетта покрыли себя славой в тот день, писал Гарри Пфанц; даже просто доставить пушки на высоту было непростым делом. Пушки были затянуты насколько возможно выше вверх по восточному склону, там их отцепили от передков и на руках втащили на вершину горы. По некоторым данным, сам Говернор Уоррен участвовал в этом. Одну из пушек удалось затащить прямо лошадями (что могут сделать только очень способные люди в ситуации крайней необходимости). «Там он сидел на своём коне на вершине холма, — писал потом Уоррен о Хэзлетте, — решительно воодушевляя наших людей, со шпагой, указующей на врага, среди шквала пуль, и это было восхищающее меня зрелище даже в тех обстоятельствах». Всего на высоте были установлены 6 пушек.

### Атака левого фланга
Два алабамских полка Оатса (47-й и 15-й) подошли с некоторой задержкой и атаковали левый фланг бригады Винсента: 47-й Алабамский втянулся в перестрелку с 83-м Пенсильванским, а 15-й Алабамский атаковал фронт 20-го Мэнского. Уже после первых залпов Оатс понял, что он не сможет прорвать эту линию с фронта. Тогда он решил обойти фланг противника. Он приказал левым ротам (В, С и D) растянуться на весь фронт бригады и отвлекать противника, а семи правым ротам (E, F, G, H, I, K, и L) начать фланговый обход. Однако этот манёвр заметил лейтенант Джеймс Ничолс, командир роты К, и капитан Орфеус Вудвард из 83-го, который немедленно доложил Чемберлену об этой новой опасности.
Чемберлен приказал изменить линию фронта: он приказал правым ротам (E, I, K, D и F) растянуться на весь фронт бригады, при этом знаменная рота F оказалась на крайнем левом фланге. Левые роты (A, H, C, и G) он сместил влево, под углом, отчего полк занял линию в форме лошадиной подковы. Роты Оатса, уверенные, что они вышли в тыл противнику (они видели федеральные обозные повозки на восточной стороне горы), были удивлены, попав под залп винтовок левых рот Чемберлена. Оатс решил, что федералы отступили ко второй линии обороны.
Алабамцы несколько раз атаковали левое крыло Чемберлена и в итоге отбросили его назад, вверх по склону. Адъютант алабамского полка, капитан Де Бирни Уодделл попросил разрешения у Оатса взять 40-50 человек и подняться ещё выше по склону, чтобы выйти во фланг федералам. Оатс утвердил это предложение, и Уодделл сумел выйти почти на вершину хребта, откуда его люди открыли огонь вниз, в тыл 20-му Мэнскому, 83-му Пенсильванскому и 44-му Нью-Йоркскому. Капитан Вудвард, оказавшись под обстрелом с тыла, отправил к Чемберлену вестового с вопросом, не обошли и его с тыла. Чемберлен ответил, что нет, но запросил помощи для удержания фланга. Вудварту было нечего послать, и он предложил Чемберлену сдвинуть полк левее, обещая соответственно сместить и свой 83-й полк.
И у Чемберлена, и у Оатса уже осталось совсем мало людей, а у Мэнского полка заканчивались боеприпасы. 47-й Алабамский понёс большие потери, и его командир, подполковник Майкл Булгер, был тяжело ранен. Полк начал отходить с позиций, и в распоряжении Оатса остался только один его 15-й Алабамский полк. Он решился на последнюю решительную атаку — «Вперёд, парни, на уступ!» — и сам прошёл перед всей линией, повторив этот приказ. Полк бросился в атаку, сумел ворваться на каменный уступ, на котором стоял 20-й Мэнский, и завязалась рукопашная. В разгар боя Оатс увидел, как погиб его брат, лейтенант Джон Оатс (в тот момент он командовал ротой G). Чемберлен вспоминал потом, что их атаковали одна за другой четыре пехотных линии, но вполне возможно, что это были повторяющиеся атаки одной и той же линии. Судя по воспоминаниям Оатса, правым ротам его полка удалось захватить вершину хребта, отчего два крыла полка Чемберлена как бы сложились вдвое. Но долго продержаться на захваченной позиции командир 15-го Алабамского не смог.
Оатс послал адъютанта найти соседний полк и запросить помощи, но 47-й Алабамский уже ушёл, и следующий за ним 4-й Алабамский тоже отсутствовал. Адъютант вернулся с сообщением, что слева нет никого, кроме противника. Одновременно пришли известия о перестрелке на правом фланге полка. Оатс решил отступать. Он велел по его команде начать отход «по тому же пути, по которому мы пришли». Но прежде чем Оатс успел отдать такую команду, ситуация изменилась. Полк Чемберлена к этому времени почти растратил боеприпасы и потерял так много людей, что мог не отразить повторную атаку, и Чемберлен решил контратаковать. Лейтенант Хольмер Мелчер (командир центральной роты F) запросил разрешения выдвинуться вперед и вынести часть раненых, лежащих ниже по склону. Согласно Пфанцу, это сообщение означает, что полк отступил от первоначальной линии немного выше по склону. «Да, сэр, — ответил Чемберлен, — займите ваше место у роты. Я отдам приказ наступать 'правым крылом вперёд' всему полку».
Чемберлен отдал команду «В штыки!», и полк бросился в атаку. Левые роты не слышали приказа, но капитан Эллис Спир, командующий левым флангом, увидел атаку правого фланга и тоже приказал своим ротам наступать. «Вся линия мятежников, — вспоминал рядовой Элиша Коан, — была удивлена и решила, что у нас подкрепления… они бросили ружья и закричали „Не стреляйте! Мы сдаёмся!“, а остальные бежали в беспорядке». «Когда была дана команда отступать, — вспоминал Оатс, — мы побежали, как стадо дикого скота». В этот момент по ним открыла огонь рота капитана Вальтера Морилла, которая ещё раньше была отправлена на левый фланг. Многие попали в плен при этом отступлении, остальные отошли вверх по склону Биг-Раунд-Топ и заняли там оборону. 20-й Мэнский наступал, пока не оказался полностью дезорганизован. Тогда Чемберлен остановил это «наступление на Ричмонд» (по выражению Гарри Пфанца) и велел полку вернуться на исходную позицию. После пересчёта обнаружилось, что в полку осталось всего 200 человек из первоначальных 386, при этом погибли всего два офицера, а ещё четыре были ранены. Множество алабамцев попало в плен, в их числе подполковник Баглер, который сдался полковнику Райсу.
Среди исследователей нет единого мнения о том, кто именно первый повёл полк в атаку. Есть мнение, что замысел принадлежал Чемберлену и приказ отдал тоже он, но первым человеком, который побежал вперёд и повёл за собой полк, был лейтенант Мелчер. Ловелл Гетц, составивший карты всех фаз боя, не стал создавать карту финальной атаки, поскольку это событие оказалось наиболее сложно реконструировать. «Всё произошло так быстро, и атака 20-го Мэнского окружена мистикой, которую Чемберлен только усиливал в последующие годы, равно как и другие впечатлительные историки. Воспоминания участников так же противоречивы. Очевидно, что последние минуты боя представляли собой хаос, порядки рот смешались, атаки и отступления чередовались».

### Атака правого фланга
Почти одновременно с последней атакой Оатса началась третья и последняя атака южан на правый фланг бригады Винсента. На его правом фланге стоял 16-й Мичиганский полк под командованием полковника Норвала Уэлча. Этот полк был самым маленьким в бригаде, а две его роты были выделены в пикетную цепь, так что в полку осталось всего 150 человек. К началу третьей атаки южане уже захватили федеральную позицию на хребте Хукс-Ридж, и 48-й алабамский полк присоединился на левом фланге к атаке техасцев. В этот момент в рядах 16-го Мичиганского произошло некоторое замешательство. «Мы стояли на этой позиции примерно полчаса, — писал Уэлч в рапорте, — пока кто-то (вероятно, генерал Уид или генерал-майор Сайкс) не крикнул с вершины холма отступать ближе к вершине, где можно занять менее открытую позицию». Этот приказ (если это был действительно приказ) расстроил ряды полка. Знаменосцы стали отходить назад. Уэлч писал, что лишь несколько человек последовали за ними, но реально ушло 45 человек, почти треть всего полка. 44-й Нью-Йоркский постарался помочь мичиганскому полку, открыв огонь по наступающим на него южанам, а генерал Винсент бросился лично навести порядок и в этот момент получил смертельное ранение. Он умер через пять дней. Командование бригадой принял полковник Райс.
Говернор Уоррен в это время находился на вершине горы, наблюдая за развёртывание батареи Хазлетта. Он не мог видеть позиции бригады Винсента, но когда Райс передал ему новости о ранении Винсента, Уоррен понял, что надо найти дополнительные подкрепления. Взяв в собой адъютанта, он лично отправился на поиски. Севернее горы Уоррен встретил вторую дивизию V корпуса (генерала Ромейна Эйрса). Первой шла бригада, которой некогда командовал он сам, а теперь — генерал Стивен Уид. Передовой 140-й Нью-Йоркский полк вёл полковник Патрик О'Рорк. Уоррен подскакал прямо к нему и крикнул: «Падди, дай мне полк!» О'Рорк ответил, что ему велено следовать за Уидом, но Уоррен сказал: «Неважно, Падди! Веди их ускоренным шагом — и без остановок на равнение! Под мою ответственность!». О'Рорк не стал возражать и послал полк на Литл-Раунд-Топ.
140-й Нью-Йоркский (который носил форму зуавов) поднялся на высоту с восточной стороны, в походном построении, с ротой А впереди. У полка не оставалось времени на выравнивание рядов, поэтому О'Рорк просто вытащил шпагу, крикнул «Туда, ребята!», и полк бросился вниз по склону, пока не оказался на одной линии с 16-м Мичиганским, футах в 40 от передовых линий южан. Здесь передовая рота остановилась, а остальные роты начали выстраиваться правее. В этот момент один южанин выстрелил в О'Рорка и тот упал, убитый пулей в шею. Рядовые рот А и G сразу же дали залп по этому южанину, который был убит на месте, а в его теле после боя насчитали 17 пуль. Началась ожесточенная перестрелка, в которой первые (левые) роты полка понесли тяжёлые потери, но когда весь полк (около 500 человек) оказался на позиции, это сильно изменило соотношение сил в пользу оборонявшихся. Южане вскоре стали отходить.
140-й Нью-Йоркский был, видимо, единственным полком бригады Уида, принимавшим участие в этом бою. Чуть позже подошёл 91-й Пенсильванский и встал правее, затем ещё правее встали 146-й Нью-Йоркский и 155-й Пенсильванский полки. Они сразу же начали складывать стенку из камней перед своим фронтом. Вскоре на высоте появился бригадный генерал Уид и корпусной генерал Сайкс. Капитен Мартин находился около Уида, когда тот (возможно, наблюдая наступление южан на поле Уитфилд) сказал ему: «Мартин, я предпочитаю умереть на этом месте, чем увидеть, как этим мерзавцам достанется хоть дюйм земли!». Мартин отправился поговорить с Сайксом и, обернувшись, увидел, как Уид упал на землю около орудий Риттенхауза. Риттенхауз позвал Хэзлетта, который склонился к Уиду и тут же был ранен пулей в голову.

## Последствия
До заката у Литл-Раунд-Топ продолжались перестрелки. Высота к этому моменту была усилена пятью пенсильванскими полками бригады Уида и шестью орудиями огайоской батареи. Те укрепления из камней, что сейчас можно видеть на высоте, были построены уже после окончания перестрелки. Северная оконечность высоты в конце дня стала стартовой позицией атаки дивизии Самуэля Кроуфорда, который впоследствии утверждал, что остановил наступление корпуса Лонгстрита на поле Уитфилд. 3 июля батарея Хэзлетта, которой теперь командовал лейтенант Бенжамин Риттенхауз, вела огонь по флангу южан во время «атаки Пикетта». Отсюда за огнём батарей противника наблюдал шеф артиллерии Потомакской армии Генри Хант, а генерал Джордж Мид приходил сюда, планируя контратаку армии противника.

### Потери
Победа федеральной армии на Литл-Раунд-Топ, по выражению Стивена Сирса, «была пропитана кровью». Бригада Винсента и 140-й Нью-Йоркский полк (в общей сложности 2996 человек списочного состава) потеряли 485 человек (134 убитыми, 402 ранеными и 29 пропавшими без вести) — 27 % из задействованных сил. Среди погибших были сам Стронг Висент и Патрик О'Рорк. Уже на исходе сражения смертельное ранение получили Стивен Уид и Чарльз Хэзлетт. Сам Говернор Уоррен получил ранение, но очень лёгкое.
20-й Мэнский полк, который к началу боя насчитывал 358 человек, потерял 38 человек убитыми и 93 ранеными. В настоящее время на памятнике полку на геттисбергском поле боя выбиты имена 38 убитых солдат и офицеров: Капитан Чарльз Билингс (рота С), 1-й лейтенант Арад Линскотт (рота I), 2-й лейтенант Уоррен Кендалл (рота G), капрал Джозеф Симпсон (рота А), капрал Уиллард Пинкхам, капрал Эндрю Мэйбери, капрал Паскаль Типп, капрал Джон Фосс, капрал Уильям Ходгдон, капрал Мелвин Лоу. Рядовые: Джон Рид, сержант Исаак Эстес, Элиотт Фогг, Мосес Дэвис, Оливер Стивенс, Чарльз Бидль, Стивен Прескотт, Сет Кларк, Джон Уэнтворт, Оскар Уиер, Чарльз Холл, Бенжамин Грант, Фрэнк Кёртис, Элфин Росс, сержант Уильям Джордан, Джеймс Найт, 1-й сержант роты Н Чарльз Стил, сержант Джордж Бак, сержант Исаак Лэтроп, Аарон Эдамс, Гудвин Айрланд, Айрделл Лоусон, Александер Лестер, сержант Джордж Нойс, Джеймс Мерилл, Уильям Мерилл, Стивен Чейз и Уиллард Бакстон.
83-й Пенсильванский полк, который перед боем насчитывал 308 человек, потерял 1 офицера и 9 рядовых убитыми и 3 офицера и 42 рядовых ранеными.
44-й Нью-Йоркский полк, который насчитывал 460 человек, потерял 106: 2 офицера и 24 рядовых убитыми, 5 офицеров и 75 рядовых ранеными (из последних 1 офицер и 10 рядовых скончались потом от ранений).
16-й Мичиганский полк насчитывал 17 офицеров и 339 рядовых, из которых в ходе боя потерял 3 офицеров и 20 рядовых убитыми, 2 офицеров и 32 рядовых ранеными и 3 человека пропавшими без вести.
Полки алабамской и техасской бригад насчитывали к началу боя 4864 человека и потеряли 1185: 279 убитыми, 868 ранеными и 219 пропавшими без вести. 15-й Алабамский полк Оатса к началу наступления насчитывал 499 человек. В бою были убиты 3 капитана и 28 рядовых, 3 офицера (в их числе подполковник Исаак Фейгин) и 47 рядовых были ранены, 90 человек пропало без вести.
4-й Техасский полк полковника Кея перед боем насчитывал 415 человек. Полковник получил тяжелое ранение, подполковник Картер — смертельное. Кроме них было убито 25 человек, ранено 57 и 58 попало в плен.
Не вполне понятно, сколько именно южан попало в плен в этом бою. Чемберлен утверждал, что его люди захватили 368 пленных из различных полков. Согласно отчётам офицеров Юга, они потеряли 218 человек. Стивен Сирс предположил, что неверны обе цифры.

### «Последнее сражение за Литл-Раунд-Топ»
В конце 1904 года и начале 1905 возник еще один небольшой конфликт между Оатсом и Чемберленом. Оатс задумал установить на Литл-Раунд-Топ монумент 15-му Алабамскому, и лично посетил высоту, где выбрал место. Он решил установить монумент на том участке, где его правые роты прорвались выше всего вверх по склону. Чемберлен, узнав об этом проекте, не возражал по существу, но высказался против конкретно выбранного места. Он полагал, что Оатс плохо запомнил события и собирается поставить памятник на 50 - 70 метров выше по склону, чем нужно. Последовала переписка между Оатсом и Чемберленом, по итогам которой Чемберлен не дал своего согласия на установку монумента в выбранном Оатсом месте, а комиссия Национального парка в итоге полностью отказала Оатсу в установке монумента. Ему так же было отказано в установке памятника на месте гибели его брата, Джона Оатса.

### Оценки
Сражение за Литл-Раунд-Топ было исключительно ожесточённым, однако в исторической науке сложились различные оценки важности этого боя и его влияния на ход битвы при Геттисберге. Долгое время считалось, что если бы южане захватили высоту, то они могли бы установить там орудия и при их поддержке опрокинуть весь левый фланг федеральной армии. «Как только конфедераты захватили бы холм, — писал, к примеру, Гарри Пфанц, — с артиллерией или без, всю позицию на Кладбищенском хребте пришлось бы оставить». В том же духе высказывался историк Роберт Макнамара, который писал, что захват высоты разрушил бы оборону всего левого фланга федеральной армии, возможно привёл бы к победе в сражении и, предположительно, позволил бы южанам выиграть войну. Историк Ловелл Гетц писал, что подобные взгляды распространялись в основном участниками сражения из 20-го Мэнского и 15-го Алабамского и историками этих полков: первыми — для придания значимости своим усилиям, а вторыми — для солидности их исследований.
Однако ещё полковник Оатс писал, что если бы его полку удалось захватить высоту без поддержки, которой не было, он бы не продержался там и 10 минут. Согласно другой версии, высота Литл-Раунд-Топ была непригодна для развёртывания артиллерии и наступление на неё только отвлекло части Лонсгтрита от основной цели. Генерал Ли воспринимал это сражение именно так. В своём рапорте он написал: «генерал Лонгстрит был задержан отрядом, занявшим высокий скалистый холм на левом фланге противника, откуда могли атаковать его части во фланг, если бы те проходили мимо». Из этого следует, что Литл-Раунд-Топ не был основной целью Лонгстрита.
Историк Гарри Эделман подсчитал, что если бы южане смогли захватить высоту, то у них было в распоряжении всего 2650 человек в непосредственной близости для её обороны, причём они были бы измотаны боем и их боеприпасы были бы на исходе. В то же время федеральная армия имела 11 600 свежих частей в пределах мили от высоты — в основном из VI корпуса.
- Памятник Говернору Уоррену
- Вид на низину ручья Плам-Ран
- Вид с Литл-Раунд-Топ на запад
- Памятник 20-му Мэнскому полку

## В кино и литературе
Сражение за Литл-Раунд-Топ стало центральным сюжетом в романе Майкла Шаары «Ангелы-убийцы». В 1993 году по роману был снят фильм «Геттисберг». Комментаторы отмечают, что в книге (и фильме) много фактических ошибок, а всё внимание сфокусировано именно на полке Чемберлена. В сражении при Геттисберге участвовало 118 генералов, но роман рассказывает только о четырёх. Точно так же узко сфокусировано внимание на Чемберлене в телевизионном сериале Кена Бёрнса «Гражданская война». В результате сражение за Литл-Раунд-Топ стало восприниматься как самое важное событие сражения при Геттисберге. «Многие люди думают, что Чемберлен реально выиграл Гражданскую войну на высоте Литл-Раунд-Топ, как это показано в фильме», писал по этому поводу журналист Мартин Пенгелли.